# Izocijanat
Izocijanat je funkcionalna grupa sa strukturom –N=C=O. Ona se razlikuje od cijanatne funkcionalne grupe, sa strukturom –O–C≡N, kao i od izocijanida, R-N≡C. Organska jedinjenja koje sadrži izocijanatnu grupu se nazivaju isocijanatima. Izocijanat može da ima više od jedne izocijanatne grupe. Isocijanat koji ima dve izocijanatne grupe je poznat kao diizocijanat. Diizocijanati se pripremaju za reakcije sa poliolima u prodizvodnji poliuretana. Najveći deo izocijanata se koristi za proizvodnju polimera. Polimeri uobičajenih izocijanata se koriste u proizvodnji pene, boja, lakova i električne izolacije.

## Hemijske osobine
Izocijanatna grupa reaguje sa hidroksilnom funkcionalnom grupom da formira uretansku vezu. Ako di-izocijanat reaguje sa jedinjenjem koje sadrži dve ili više hidroksilnih grupa (poliolom), dugi polimerni lanci se formiraju. Oni su poznati kao poliuretani.
Izocijanatna grupa takođe reaguje sa amino funkcionalnom grupom. Reakcija između di-izocijanata i jedinjenja koja sadrže dve ili više amino grupa proizvodi duge polimerne lance poznate kao poliuree.
Izocijanatna grupa može da reaguje sa drugom izocijanatnom grupom. Alifatični di-izocijanati mogu da formiraju trimere, poznate kao biureti.
Izocijanatna grupa reaguje sa vodom da formira ugljen-dioksid (CO2). Ugljen dioksid formiran na ovaj način se koristi in situ u proizvodnji poliuretanskih pena.
Izocijanati su intermedijari u Hofmanovom preuređivanju, u kome primarni amid reaguje sa hipohalitom, kao što je natrijum hipobromit, da formira izocijanatni intermedijar. Isocijanat se zatim hidrolizuje vodom, i nastaje primarni amin.

## Spoljašnje veze
- Архивирано на веб-сајту  (28. април 2021)